# Joseph Chaleil
Pour les articles homonymes, voir Chaleil.
Auguste-Marie-Joseph Chaleil (4 octobre 1865, Montpellier - 14 novembre 1920, Versailles), est un haut fonctionnaire et homme politique français.

## Biographie
Élève du Lycée Louis-le-Grand, il devint secrétaire particulier du sous-secrétaire d'État aux colonies.
Il est successivement nommé sous-préfet de Calvi en 1893, du Vigan en 1895, secrétaire général en Corse en 1897, sous-préfet de Bastia, puis de Dieppe en 1901.
Conseiller général de la Corse pour le canton de Calacuccia, il se rapprocha d'Emmanuel Arène et fut élu député de la Corse en 1904.
Il fut nommé préfet de la Corse en 1906, de l'Allier en 1909, du Finistère en 1910, de la Dordogne en 1913, de Saône-et-Loire en 1914 et de Seine-et-Oise en 1919.
Il est l'un des douze secrétaires du comité exécutif du Parti républicain, radical et radical-socialiste en 1905.

## Distinctions
- Officier de la Légion d'honneur (décret du 16 janvier 1920)

### Sources
- « Joseph Chaleil », dans le Dictionnaire des parlementaires français (1889-1940), sous la direction de Jean Jolly, PUF, 1960 [détail de l’édition]